# Gedenkraam (IJlst)
Het Gedenkraam is een oorlogsmonument in de Nederlandse stad IJlst.

## Achtergrond
Tijdens de Tweede Wereldoorlog kwamen vier inwoners van IJlst door handelingen van de Duitse bezetter om het leven: Nooitgedagts schip werd tot zinken gebracht, Hoomans en Huizinga werden gefusilleerd en Anema bij tijdens verzetsactiviteiten door een Duitse scherpschutter neergeschoten. Daarnaast stortte op 10 april 1943 bij IJlst een Canadese Mosquito neer nadat zij was aangeschoten, piloot Leach en navigator Bull kwamen daarbij om het leven.
Ter nagedachtenis aan deze zes slachtoffers werd door Julie Kropholler een glas-in-loodraam ontworpen, dat werd vervaardigd door W.E. Vahrenkamp. Het werd op 29 juni 1948 onthuld.
Het raam was aanvankelijk geplaatst in het stadhuis van de gemeente IJlst. IJlst ging later op in de gemeente Wymbritseradeel (1984) en Súdwest-Fryslân (2011). In 1985 werd het gedenkraam overgebracht naar het nieuwe gemeentehuis aan de Stadslaan. Sinds 2023 bevindt het zich in museum Houtstad-IJlst.

## Beschrijving
Het raam is ingedeeld als een triptiek; aan de ene zijde is een matroos te zien, staand aan een stuurwiel, met op de achtergrond de golven van de zee. De andere zijde toont een gewapend lid van de Binnenlandse Strijdkrachten tegen de achtergrond van het Friese land. In het middenpaneel zijn de namen van de oorlogsslachtoffers vermeld en van boven naar beneden het esdoornblad als symbool voor Canada, de leeuw uit het wapen van Nederland en het wapen van IJlst. Boven de beide mannen en het middenpaneel trekken vliegtuigen over, tussen de jaartallen 1940 1945. 
Vermeld worden R.M. Bull en J.E. Leach, officers R.C.A.F. † 10-4-1943; Rinnert Gerrit Anema † 17-4-1945; Jurjen Hoomans † 6-4-1945; Hendrik Huizinga † 6-4-1945 en Jan Nooitgedacht † 14-5-1940. Het Fries opschrift onderaan luidt:

MEI KRIGELE MOED FOAR DE FRIJHEIT STOARN; IT SIED FAN HJOED IS DE KERL FAN MOARN